# Z8-GND-5296
z8-GND-5296 är en galax som, efter sin upptäckt i oktober 2013, utropades som galaxen med den största uppmätta rödförskjutningen. Den upptäcktes med hjälp av den nya avancerade spektrografen vid Keck-observatoriet på Hawaii.
Galaxen har en rödförskjutning på 7,51, vilket motsvarar ett avstånd på drygt 13 miljarder ljusår - vilket tar astronomerna närmare Big Bang än någonsin tidigare. Ett objekt som var på detta avstånd för 13 miljarder år sedan är vid det här laget, på grund av universums expansion, på drygt 30 miljarder ljusårs avstånd. 
Analyserna visar också att många stjärnor bildats på mycket kort tid i den nyupptäckta galaxen. Beräkningarna tyder på ungefär 330 stjärnor av vår egen sols storlek, per år. Detta är etthundra gånger fler än vad som numera bildas i vår egen galax.  z8-GND-5296 befinner sig tidsmässigt i det skede när de första galaxerna tros ha bildats. Perioderna innan dess brukar kallas de kosmologiska mörka tidsåldrarna. Då fanns inga fasta himlakroppar, stjärnor eller planeter – och följaktligen heller inget ljus.

## Upptäckten

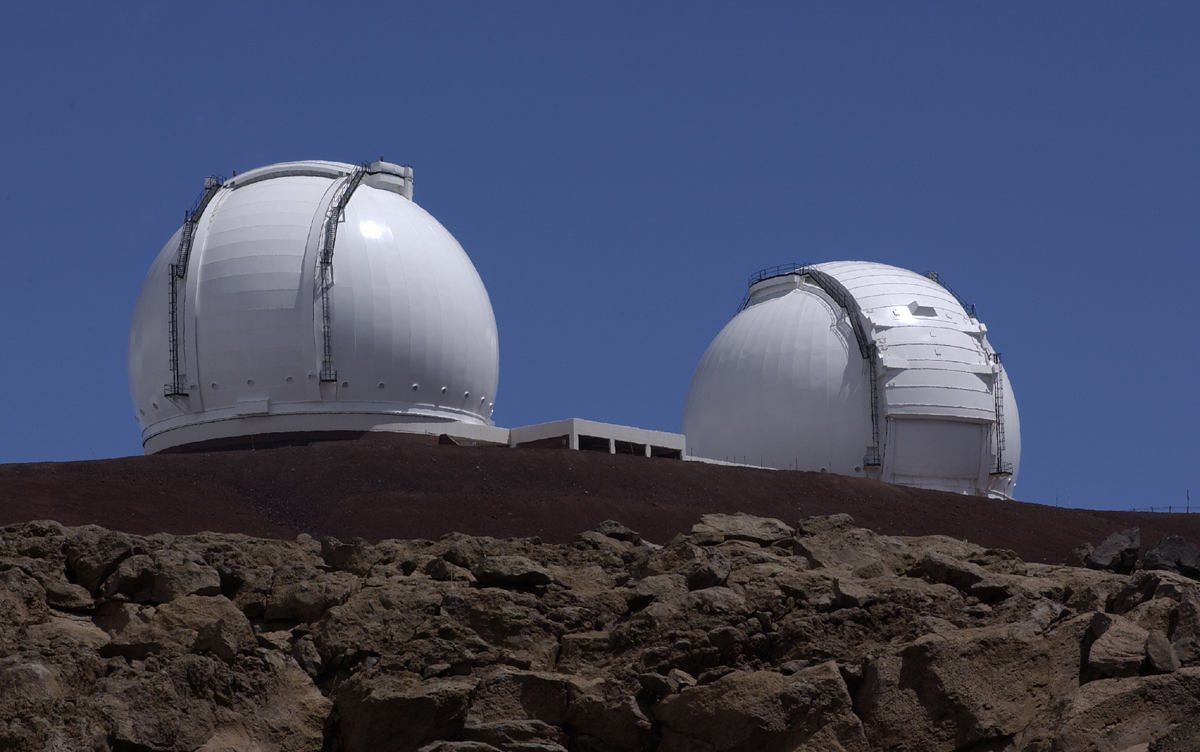
Keck-observatoriet på toppen av Mauna Kea, i Hawaii

Upptäckten publicerades den 24 oktober 2013 i tidskriften Nature, av en grupp astronomer vid University of Texas, i Austin, under ledning av Steven Finkelstein. Där beskrivs fyndet som kommer från bilder tagna med Rymdteleskopet Hubble och som bekräftats med infraröd-teleskopet vid Keck-observatoriet på Hawaii.